# Teorema de Luzin
Em matemática, o teorema de Lusin (ou teorema de Luzin, nomeado em homenagem a Nikolai Luzin) é um dos resultados fundamentais da teoria da medida. Ele estabelece uma relação importante entre funções mensuráveis e funções contínuas, mostrando que, sob certas condições, uma função mensurável pode ser aproximada por uma função contínua em quase todo o seu domínio. Na formulação informal de J. E. Littlewood, "toda função mensurável é quase contínua".

## Enunciado Clássico
Seja {\displaystyle f:[a,b]\to \mathbb {R} } uma função mensurável segundo a medida de Lebesgue. Então, para todo {\displaystyle \delta >0}, existe uma função {\displaystyle g:[a,b]\to \mathbb {R} } contínua tal que:
{\displaystyle \mu \left(\left\{x\in [a,b]:f(x)\neq g(x)\right\}\right)<\delta },
onde {\displaystyle \mu } denota a medida de Lebesgue.
Equivalentemente, para todo {\displaystyle \varepsilon >0}, existe um conjunto compacto {\displaystyle E\subseteq [a,b]} tal que {\displaystyle f} restrita a {\displaystyle E} é contínua e:
{\displaystyle \mu ([a,b]\setminus E)<\varepsilon },
ou seja, {\displaystyle \mu (E)>b-a-\varepsilon }. Aqui, a continuidade de {\displaystyle f} restrita a {\displaystyle E} é entendida na topologia de subespaço herdada de {\displaystyle [a,b]}.
Além disso, se uma função {\displaystyle f:[a,b]\to \mathbb {R} } é finita quase em toda parte e satisfaz a condição de que, para todo {\displaystyle \varepsilon >0}, existe uma função contínua {\displaystyle \phi :[a,b]\to \mathbb {R} } tal que {\displaystyle \mu (\{x\in [a,b]:f(x)\neq \phi (x)\})<\varepsilon }, então {\displaystyle f} é mensurável.

## Forma Geral
Em um contexto mais amplo, considere {\displaystyle (X,\Sigma ,\mu )} um espaço de medida de Radon e {\displaystyle Y} um espaço topológico segundo-contável equipado com uma álgebra de Borel. Seja {\displaystyle f:X\to Y} uma função mensurável. Dado {\displaystyle \varepsilon >0}, para todo {\displaystyle A\in \Sigma } de medida finita, existe um conjunto fechado {\displaystyle E} tal que {\displaystyle \mu (A\setminus E)<\varepsilon } e {\displaystyle f} restrita a {\displaystyle E} é contínua. Se {\displaystyle A} é localmente compacto e {\displaystyle Y=\mathbb {R} ^{d}}, pode-se escolher {\displaystyle E} compacto e até encontrar uma função contínua {\displaystyle f_{\varepsilon }:X\to \mathbb {R} ^{d}} com suporte compacto que coincide com {\displaystyle f} em {\displaystyle E} e satisfaz:
{\displaystyle \sup _{x\in X}|f_{\varepsilon }(x)|\leq \sup _{x\in X}|f(x)|}.
Informalmente, funções mensuráveis em espaços com base contável podem ser aproximadas por funções contínuas em porções arbitrariamente grandes de seu domínio.

## Sobre a Demonstração
A demonstração do teorema de Lusin pode ser encontrada em diversos livros clássicos de análise real. Intuitivamente, o resultado segue como uma consequência do teorema de Egorov e da densidade de funções suaves. O teorema de Egorov afirma que a convergência pontual é quase uniforme, e a convergência uniforme preserva a continuidade.

## Exemplo
A força do teorema de Lusin pode não ser imediatamente óbvia, mas pode ser ilustrada com um exemplo. Considere a função de Dirichlet, isto é, a função indicadora {\displaystyle 1_{\mathbb {Q} }:[0,1]\to \{0,1\}} no intervalo unitário {\displaystyle [0,1]}, que assume valor 1 nos racionais e 0 nos irracionais. Embora os racionais sejam densos nos reais, o teorema garante que é possível encontrar um conjunto {\displaystyle E} onde a função restrita é contínua. Por exemplo, seja {\displaystyle \{x_{n};n=1,2,\dots \}} uma enumeração dos racionais em {\displaystyle [0,1]}. Defina:
{\displaystyle G_{n}=(x_{n}-\varepsilon /2^{n},x_{n}+\varepsilon /2^{n})} e
{\displaystyle E=[0,1]\setminus \bigcup _{n=1}^{\infty }G_{n}}.
Os conjuntos abertos {\displaystyle G_{n}} "removem" todos os racionais, deixando {\displaystyle E} como um conjunto fechado e compacto, sem racionais, com medida {\displaystyle \mu (E)>1-2\varepsilon }. Em {\displaystyle E}, a função é constante (igual a 0), portanto contínua.